# Жолнир, Уршка
У́ршка Жолни́р (словен. Urška Žolnir; род. 9 октября 1981, Целе) — словенская дзюдоистка, чемпионка Олимпийских игр 2012 года в Лондоне (первая олимпийская чемпионка по дзюдо в истории Словении), бронзовый призёр Игр 2004 года в Афинах, также принимала участие в Играх 2008 года. Дважды бронзовый призёр чемпионатов мира (2005 и 2011 годов). Чемпионка Европы 2009 года. Лучшая спортсменка Словении 2012 года.
Выступает в весовой категории до 63 кг.